# 坎波贝洛-迪利卡塔
坎波贝洛-迪利卡塔（義大利語：Campobello di Licata），是意大利西西里大区阿格里真托省的一个市镇。总面积80.87平方公里，人口10323人，人口密度127.6人/平方公里（2009年）。ISTAT代码为084010。

## 友好城市
- 法國 罗讷河畔沙斯